# 静かに終わりを告げる世界の中で
「静かに終わりを告げる世界の中で」（しずかにおわりをつげるせかいのなかで）は、2006年12月に発売されたnothingmanの2枚目のデモ。

## 概要
- デモCDであり、ライブ会場限定で無料配布された。
- 現在は廃盤となっている[1]。

## 収録曲
1. 静かに終わりを告げる世界の中で

## 収録アルバム
- 無し